# Пік Анахіма
Пік Анахім, також Анахам, Анагім або Анахайм, — вулканічний конус у вулканічному поясі Анахім у Британській Колумбії, Канада, розташований 39 км на північний захід від озера Анахім-Лейк і 11 км на схід від піку Ціцутль. Він утворився, коли Північноамериканська плита перемістилася над гарячою точкою, подібною до тієї, що живить Гавайські острови, яка називається гарячою точкою Анахім . Це один із кількох вулканів у вулканічному поясі Анахім, який виділяється сам по собі, піднімаючись із плато Чілкотін, між хребтом Рейнбоу та хребтом Ілгачуз і поблизу витоків річки Дін.

## Назва
Друга назва піку Анахіма — Bes But'a означає «обсидіановий пік».  Для нації Цілхкотін гора називається Біс Надіах (також означає «обсидіановий пік»)  або Чи-біс Гунлін Хадалгвенлх («гора, де є обсидіановий камінь»). Слово bes (bis на мові Tŝilhqot'in) англізується як "бджола", інше слово для обсидіану, а також раннє позначення цієї гори. Назва Анахім походить від імені вождя Анахіма, лідера народу цількотин у середині 19 століття. У Nuxalk (ItNuxalkmc) назва піку Анахіма — Anuxim, що означає «сяяти зовні» або «сяяти всередині». В історії походження гори Нуск'лст гора Ануксім є батьком Тлісли, дружини гори Нуск'лст. 

## Площа та історія
Пік Анахім був значним джерелом обсидіану для народів Нуксалк, Цилкотин і Дакел. Обсидіан користувався попитом, оскільки з нього можна було виготовляти надзвичайно гострі наконечники стріл і досить гострі ножі. Його також використовували для виготовлення ювелірних виробів. Анахімським обсидіаном широко торгували по всій внутрішній частині Британської Колумбії та вгору та вниз по узбережжю від Белла Кула. Червона охра, що використовувалася для фарбування та декору, також була взята з цієї місцевості. Пік Анахім знаходиться неподалік від невеликої громади озера Анахім.

## Дивіться також
- Список вулканів Канади
- Гаряча точка Анахіма
- Вулканічний пояс Анахіма
- Вулканізм в Канаді